# 镰稃草属
镰稃草属（学名：Harpachne）是禾本科下的一个属，为单子叶植物。该属共有两种，一种分布于热带非洲，另一种（镰稃草）分布于中亚至中国云南、四川。

## 下属物种
- 镰稃草 Harpachne harpachnoides (Hack.) Keng